# 原田義昭
原田 義昭（はらだ よしあき、1944年〈昭和19年〉10月1日 - ）は、日本の政治家、通産官僚、弁護士、実業家。船井電機代表取締役会長。日韓トンネル実現九州連絡協議会会長代行、原田国際法律事務所代表。
環境大臣（第26代）、内閣府特命担当大臣（原子力防災）（第4次安倍第1次改造内閣）、文部科学副大臣（第1次小泉第2次改造内閣・第2次小泉内閣）、厚生政務次官（第2次橋本改造内閣）、衆議院議員（8期）、衆議院消費者問題に関する特別委員長・財務金融委員長・外務委員長、自由民主党総務会長代理・国際情報検討委員長・外交経済連携本部幹事長・競争政策調査会長・衆議院議員総会副会長・道州制推進本部長・人事委員長・筆頭副幹事長・福岡県支部連合会長・総務会副会長、中小企業庁参事官、通商産業大臣秘書官、関東通産局総務課長を歴任した。

## 概要

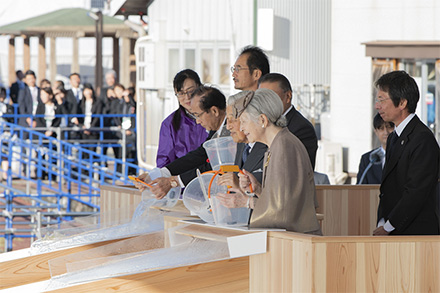
2018年10月28日、全国豊かな海づくり大会にて明仁天皇（前列中央）、美智子皇后（前列右）らと

福岡県出身の通産官僚、政治家、弁護士である。東京大学法学部を卒業し、八幡製鐵に勤務していたが、国家公務員上級職試験に合格し通商産業省に入省した。また、同じ年に司法試験にも合格している。通商産業省では地方支分部局の関東通商産業局にて総務課の課長を務め、外局の中小企業庁では参事官を務めた。さらに、通商産業大臣となった渡辺美智雄の下で大臣秘書官を務めた。通商産業省を退官し、第38回衆議院議員総選挙にて落選するも、第39回衆議院議員総選挙で初当選を果たす。しかし、第40回衆議院議員総選挙では落選する。以降は政治活動の地盤を神奈川県から福岡県に移し、第41回衆議院議員総選挙にて返り咲く。その後は連続当選を重ね、第1次小泉第2次改造内閣にて文部科学副大臣に就任し、第2次小泉内閣でも再任されたが、学歴詐称が発覚し副大臣を辞任した。第45回衆議院議員総選挙では再び落選するも、第46回衆議院議員総選挙にて返り咲いた。衆議院では外務委員会、財務金融委員会、消費者問題に関する特別委員会にてそれぞれ委員長を務めるなど、要職を歴任した。第4次安倍第1次改造内閣にて環境大臣、内閣府特命担当大臣（原子力防災担当）として初入閣を果たしたが、内閣改造に伴い退任した。

## 来歴

### 生い立ち
山田市立下山田小学校、添田町立添田中学校、西南学院中学校を卒業。福岡県立修猷館高等学校から東京都立小山台高等学校を経て、高校時代、エジソン高校（オクラホマ州）に官費留学。1968年 東京大学法学部卒業後、八幡製鐵に勤務する。

### 官界にて
1969年、国家公務員採用上級職試験に合格し、1970年に旧通商産業省（現、経済産業省）入省。同年司法試験合格。通産省入省同期には、林良造（元経済産業政策局長、東京大学公共政策大学院教授）、中村利雄（元中小企業庁長官、愛知万博事務総長）、根津利三郎など。タフツ大学フレッチャースクールに官費留学。以後、関東通産局総務課長、中小企業庁参事官、渡辺美智雄通産大臣秘書。
1986年、第38回衆議院議員総選挙に旧神奈川2区から無所属で出馬するも落選。

### 政界にて

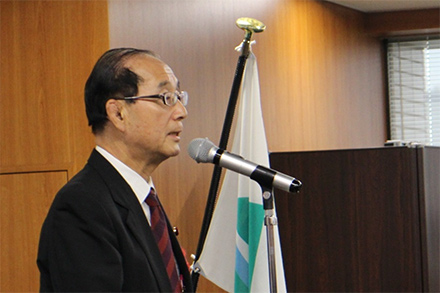
2018年10月3日、中央合同庁舎第五号館にて

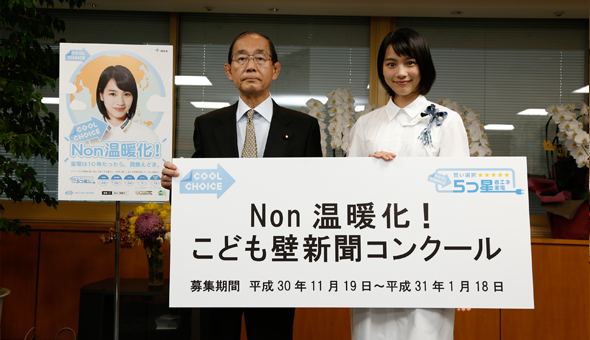
女優ののんと

1990年、第39回衆議院議員総選挙で初当選。しかし、再選を目指した1993年の第40回衆議院議員総選挙では次々点で落選。小選挙区制への移行を機に、山崎拓の薦めもあり地元である福岡5区に拠点を移す。所属派閥は政策科学研究所（渡辺派）から、山崎に従って近未来政治研究会（山崎派）に参加。
2004年5月、学歴詐称が発覚し（後述）、文部科学副大臣を辞任。2005年に外務委員長に就任。2006年9月、議院運営委員会筆頭理事就任。その後相次いで行われた福岡市と北九州市の市長選挙で、党が推薦した候補が相次いで敗れた責任を取り古賀誠が県支部連合会（県連）の会長を辞任したことを受け、2007年2月14日、後任の県連会長に就任。任期は5月まで。2007年6月、県連会長の座を地元県議と交代し、第21回参議院議員通常選挙の県選対本部長に就任。 2007年9月、財務金融委員長就任。2008年9月、自民党筆頭副幹事長就任。2009年8月30日に行われた第45回衆議院議員総選挙で落選。
2012年12月16日に行われた第46回衆議院議員総選挙で当選、国政へ復帰する。復帰後は、それまで所属していた旧山崎派（石原派）ではなく、為公会（麻生派）に加わった。2014年12月14日に行われた第47回衆議院議員総選挙で7選。2016年9月、衆議院消費者問題に関する特別委員長に就任。2017年10月22日に行われた第48回衆議院議員総選挙で8選。2018年10月2日の内閣改造に伴い環境大臣として初入閣し、2019年9月11日に再改造するまで務めた。
2018年6月に自由民主党から発表された「成績表」（2017年に獲得した党員数）で、下位10位以内であることが公表された。
2020年10月、自民党原子力規制に関する特別委員長に就任。
2021年10月の第49回衆議院議員総選挙では栗原渉との保守分裂を避けて公認が決まったが、前県議の栗原には県議や市町村議の約9割の支持や県農政連など有力な支援団体の推薦も広がっていた。同選挙で立憲民主党の堤かなめに敗れ、自民党の73歳定年制で比例重複立候補は出来なかったため、落選。
2023年11月3日、秋の叙勲で旭日大綬章を受章。
2024年10月2日までに船井電機代表取締役会長に就任した。
2024年12月26日 代表取締役会長に就任したとする臨時株主総会の議事録について、東京高裁は「架空の事実が記載されていることを認定し、取締役であるかどうかについて疑義があることは否定しがたい」と指摘する。

## 政策・主張

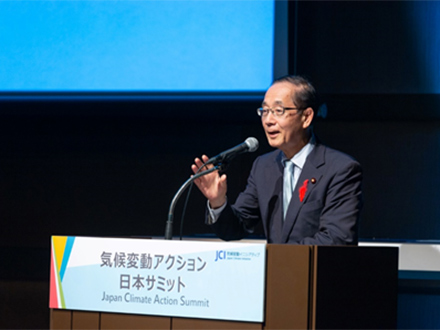
2018年10月12日、気候変動アクション日本サミットにて

### レジ袋有料化
- 2019年6月4日、原田は環境大臣として「レジ袋有料化」[17]の方針を発表した。「長年に亘る社会的懸案であったのだが、有料化することで、国民全てにプラスチック使用の抑制とその意識付けになることを狙ったもの」らしい。これをどう具体化するかについては、消費者対策、業界対策など多くの技術的課題あったが、この発表以降、環境省と経済産業省で検討が進められた。すでに富山県が「レジ袋有料化」について県内の措置として10年近い実績を有していたため、その聴き取りを行い、実施方式や経験を参考にした。原田はこれを「富山方式」と呼んだ。
- 2020年6月1日、原田は石井隆一富山県知事に電話をし、国の制度の発足と富山方式への感謝の意を伝えた。ただ、この政策が「プラスチック使用の抑制」に効果があったかは疑わしい。あくまで「意識付け」でしかなく、ましてや海洋プラスチックごみの対策として、どの程度の効果があるか明確な説明はなされていない。創業60年の包装資材メーカーの清水化学工業株式会社は、ポリ袋がエコ商材であることを詳細なデータ込みで解説しており、レジ袋有料化の環境に対する科学的かつ客観的効果の根拠は皆無である[18]。

### その他
- 憲法改正と集団的自衛権の行使に賛成。
- アベノミクスを評価する。
- 軽減税率の導入に賛成。
- 原発は日本に必要だ。
- 村山談話・河野談話を見直すべきだ。
- ヘイトスピーチを法律で規制することに賛成[19]。
- 選択的夫婦別姓制度導入について、2016年の西日本新聞によるアンケートでは、「結婚したら全員が夫婦同姓にすべき」としている[20]。2014年の朝日新聞のアンケートでは「どちらとも言えない」としていた[21]。なお、これまで、選択的夫婦別姓制度に反対する請願を提出している[22]。
- 同性結婚制度の導入に反対[23]。
- 永住外国人の地方参政権に反対[24]。
- 「消費税0%の検討」を掲げた『国民を守るための「真水100兆円」令和2年度第2次補正予算に向けた提言』に賛同している[25]。

## 人物

### 統一教会との関係
- 2018年7月28日、世界平和統一家庭連合（旧統一教会）の関連団体が主催するサイクリングイベント「ピースロード2018 九州大会」の全体会議がアクロス福岡国際会議場で開催。原田は同会議に出席し挨拶した[26]。
- 2018年8月2日から5日にかけて、統一教会の関連団体の天宙平和連合（UPF）主催の「中南米サミット2018」がブラジルのサンパウロで開催[27]。韓鶴子総裁も参加した同イベントに、原田、江島潔、穴見陽一、田畑毅ら4人の国会議員が出席した[28]。
- ジャーナリストの鈴木エイトによると、2018年9月19日、原田は保守系団体『南京戦の真実を追求する会』の主催する講演会で、韓国の文在寅大統領を統一教会の教祖・文鮮明と混同し、「先日、金正恩（キムジョンオン）と文鮮明（ブンセンメイ）さんが会談しまして」と言い間違えてしまった[29]。
- 2018年11月、統一教会の関連団体「世界日報社」のインタビューに応じた[30]。
- 2019年9月16日午前、米国の投資家のジム・ロジャーズは佐賀県唐津市を訪れ、統一教会の関連団体の国際ハイウェイ財団が掘削した日韓トンネルの調査斜坑を視察。同日午後、教団は日韓トンネルに関するロジャーズの講演会「東アジアと日本経済の展望及び九州の方向性」を福岡市のヒルトン福岡シーホークで開催。講演会では元JR九州会長の石井幸孝が実行委員会の代表として挨拶し、原田と国際ハイウェイ財団会長の徳野英治が祝辞を述べた[31][32]。
- 2019年10月5日、統一教会の関連団体「天宙平和連合」（UPF-Japan）は、国際会議「ジャパンサミット＆リーダーシップカンファレンス」をホテルナゴヤキャッスルで開催[33][34][35]。韓鶴子や梶栗正義が壇上に立り、元米国下院議長のニュート・ギングリッチ、下院議員のアンディ・ビッグスが出席した[36][37]。原田は日本の国会議員を代表して挨拶し、「韓鶴子総裁をお迎えして日本で国際指導者会議が開催されるのは今回が初めて。いかにわたくしどもにとって名誉なことか。韓鶴子総裁が指導される平和運動は日本においては過去に勝共運動として知られるようになった」と述べた[33][38]。
- 2021年6月11日、天宙平和連合が創設した世界平和国会議員連合の日本の議員連盟「日本・世界平和議員連合懇談会」の総会が衆議院第一議員会館で開催[39]。同議連は前年に設立された団体で、初代会長は大野功統だった[40][41]。総会で会長に選出された原田は6月15日、フェイスブックにその旨を記載するとともに、20人の国会議員と国際勝共連合会長の梶栗正義がガッツポーズをする写真を掲載した[39][41]。翌16日、原田は投稿から写真だけ削除した[42]。教団は同年10月の衆院選に立候補した議連参加者を支援し、電話かけなどを熱心に行った[39]。
- 2022年1月24日、天宙平和連合と世界平和国会議員連合の共催による「THINK TANK 2022 第4回ILC国際ウェビナー」がソウルの国会図書館大講堂で開催。「日韓トンネル実現九州連絡協議会」会長の梶山千里[43]が出席した同イベントに原田も参加し、コメントを述べた[44][45]。
- 2022年2月11日と12日、天宙平和連合は他の統一教会関連の団体とともに、ソウルのロッテホテルワールドで「THINK TANK 2022 フォーラム分科セッション」を開催。原田は11日、元参議院議員の伊達忠一とオンラインで参加し、演説を行った[46]。
- 2022年6月13日、「日本・世界平和議員連合懇談会」は総会を開催。原田は顧問に就任した。同じく顧問の国際勝共連合会長の梶栗が講演をし、講演の際、統一教会の関連団体「平和政策研究所（IPP）」が発行する「政策情報レポート」が配られた。総会資料のアンケート用紙には、梶栗が会長を務める統一教会の友好団体「世界平和連合」に関する記述があり、「次期参議院選挙の地方区で、世界平和連合の応援を希望する議員がおられればお書き下さい」と書かれてあった[47]。
- 2022年8月13日、西日本新聞は原田への取材記事を配信。原田は教団から選挙支援を受けていたことを明らかにし、「宗教組織はある程度まとまった数がいるから、本当にありがたい。旧統一教会は自民党の思想にも近い」と述べた[48]。
- 2023年6月、「日韓トンネル実現九州連絡協議会」の会長代行に就任。事実上のトップを務めることとなった[1]。

### その他
- 日中国会議員書画展へ書画を提供している[49]。
- 崇教真光の神組み手（信徒）。1990年の5月度月始祭に出席し、祝辞の中で「かえりみますれば昭和六十一年に御神縁を賜わり、初級研修を受講させていただき、それ以来の私共夫婦はどれ程神理正法のみ教えに勇気づけられたかわかりません。」「今後、神性政治実現の御為、殉教精神でがんばる所存でございます。」と篤い信仰心を披瀝している[50]。
- 柔道6段、囲碁3段、将棋5段[51]。

## 発言

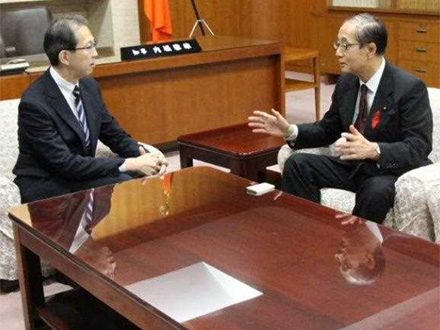
2018年10月3日、福島県知事内堀雅雄（左）と

- 「我が国は南京大虐殺の存在自体を否定しようとしている」[52]
- 「いわゆる慰安婦の強制連行の事実は否定され、性的虐待も否定された」[52]。
- 内閣改造の前日の2019年9月10日、環境大臣としての記者会見の中で東京電力福島第一原子力発電所の放射性物質トリチウムを含んだ処理水について「所管を外れるが、思い切って放出して希釈するしか方法がないと思っている」と述べ、汚染水処理後に残る処理水について政府は処分方針を正式に決めておらず、現職の閣僚の発言は異例で、波紋を広げた。福島第一原発を視察した際に、貯蔵タンクに余裕がない状況を見たことなどを根拠とした。原田は「極めて重要な話であり、しっかり説明し対策を取らなければならない」とも述べた[53]。後任の小泉進次郎大臣は福島県を訪れて、漁業関係者への謝罪に追い込まれた[54]。この発言の1年7ヶ月後の2021年4月に政府は原発処理水の海洋放出を決定した[55]。
- 2018年2月10日に発売された雑誌『ジャパニズム』で、杉田水脈と対談した原田は杉田を「国家の財産」と絶賛し、「僕なんか杉田さんが来るの夢みたいに待っていたんでね」「杉田さんの認識はきわめて一般的ですよ」などと語っている[56]。

## 不祥事

### 学歴詐称問題

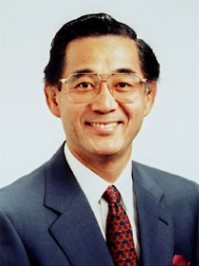
文部科学副大臣時代の原田

2004年5月にホームページなどで「1976年9月に米国ボストンのタフツ大学大学院（フレッチャー・スクール）卒業」 などとしていたが、必須の単位が一つ足りていなかったことが判明、同月20日に文部科学副大臣を辞任。初当選時の1990年や93年の衆院選で選挙公報などで卒業と虚偽記載していた事が発覚、卒業を信じていたとして意図的な詐称ではないと弁明したが、「現認したことがないのは事実だ」として卒業証書を受け取っていないことを認めた。 更に前年の2003年衆院選の際に配布した名刺、法定ビラ、パンフレットなどにも虚偽の学歴を記載していた事が発覚、法定ビラは公職選挙法の上限の個人分と政党分を合わせ11万枚作成していた。民主党の古賀潤一郎（後に議員辞職）の学歴詐称について「政治家以前に人間として決して許されるものでなく、早晩何らかの決断は必要」と激しく批判していたが、自身の議員辞職については「副大臣を辞することで責任は十分に果たした」などとして否定した。

### マスク販売斡旋
2020年4月、新型コロナウイルスの流行で深刻にマスクが不足する中、原田は福岡県内の医療団体に高額でマスクの販売を斡旋していた。折しも、国がマスクの転売禁止を法制化した1か月後のことであり、マスク輸入・販売大手のファーストレイトの長谷川友彦社長は、「別の医師会が1箱50枚入りを3000円（1枚60円）とかなり高額で紹介されていたこともあったが、1枚110円は途方もなく高額です」と指摘する。
この記事に対して、2020年4月16日、自身のFacebookにおいて次のようにコメントし、文春に対して抗議をしたことを掲載している。
「現下の新型コロナ問題で、私の事務所は多くの医療陳情や相談を受けており、その都度、出来る限りのお世話をしています。マスク不足の相談は特に頻繁で、一方で、供給側の事情も十分承知しております。4月上旬に地元の事務所を通じて三師会からの相談があったので、商社に声をかけました。あとは全てそれぞれの医療団体と商社とが個別に話し合うことで、サージカル（医療用）マスク価格(税込110円)その他は商社の言う通り伝えておきました。この種の陳情処理については、私はいつも双方に名前と連絡先を紹介するだけにして、取引の具体的内容は全て当事者同士に任せることとしています。当然に私どもに金銭の授受は一切ございません。それぞれにトラブルが及ばないようにするためで、値段や内容が合わなければ買わなければいいだけの話しです。」

### 不適切ポスター
2020年10月、次期衆議院議員選挙のポスターに「公明党推薦」という未決定な内容を記載して掲載した。これに対して公明党の九州方面本部の木庭健太郎ら4人が原田の事務所を訪ねて抗議文を手渡し、ポスターの撤去などを求めた。原田は謝罪した。

## 選挙歴
| 当落 | 選挙                   | 執行日         | 年齢 | 選挙区      | 政党       | 得票数     | 得票率 | 定数 | 得票順位 /候補者数 | 政党内比例順位 /政党当選者数 |
| ---- | ---------------------- | -------------- | ---- | ----------- | ---------- | ---------- | ------ | ---- | ------------------ | ---------------------------- |
| 落   | 第38回衆議院議員総選挙 | 1986年07月06日 | 41   | 旧神奈川2区 | 無所属     | 3万1671票  | 3.92%  | 5    | 8/10               | /                            |
| 当   | 第39回衆議院議員総選挙 | 1990年02月18日 | 45   | 旧神奈川2区 | 自由民主党 | 10万7171票 | 11.65% | 5    | 5/11               | /                            |
| 落   | 第40回衆議院議員総選挙 | 1993年07月18日 | 48   | 旧神奈川2区 | 自由民主党 | 8万2006票  | 9.04%  | 5    | 7/9                | /                            |
| 当   | 第41回衆議院議員総選挙 | 1996年10月20日 | 52   | 福岡5区     | 自由民主党 | 8万5399票  | 43.25% | 1    | 1/4                | /                            |
| 当   | 第42回衆議院議員総選挙 | 2000年06月25日 | 55   | 福岡5区     | 自由民主党 | 9万3343票  | 42.56% | 1    | 1/4                | /                            |
| 当   | 第43回衆議院議員総選挙 | 2003年11月09日 | 59   | 福岡5区     | 自由民主党 | 10万5071票 | 48.33% | 1    | 1/4                | /                            |
| 当   | 第44回衆議院議員総選挙 | 2005年09月11日 | 60   | 福岡5区     | 自由民主党 | 13万9178票 | 53.27% | 1    | 1/3                | /                            |
| 落   | 第45回衆議院議員総選挙 | 2009年08月30日 | 64   | 福岡5区     | 自由民主党 | 12万5767票 | 45.01% | 1    | 2/3                | /                            |
| 当   | 第46回衆議院議員総選挙 | 2012年12月16日 | 68   | 福岡5区     | 自由民主党 | 11万3155票 | 47.39% | 1    | 1/5                | /                            |
| 当   | 第47回衆議院議員総選挙 | 2014年12月14日 | 70   | 福岡5区     | 自由民主党 | 11万3736票 | 54.47% | 1    | 1/3                | /                            |
| 当   | 第48回衆議院議員総選挙 | 2017年10月22日 | 73   | 福岡5区     | 自由民主党 | 12万3758票 | 50.48% | 1    | 1/3                | /                            |
| 落   | 第49回衆議院議員総選挙 | 2021年10月31日 | 77   | 福岡5区     | 自由民主党 | 11万706票  | 46.91% | 1    | 2/2                | /                            |

## 所属団体・議員連盟
- 自民党たばこ議員連盟[67]
- 日本・世界平和議員連合懇談会（会長）
- 時代に適した風営法を求める議員連盟（パチンコ議連）
- 自民党遊技業振興議員連盟
- パチンコ・チェーンストア協会（政治分野アドバイザー[68]）
- TPP交渉における国益を守り抜く会
- 有床診療所活性化議員連盟
- 難病対策議員連盟
- 踏み切り問題議員連盟
- チベット問題を考える議員連盟
- 九州国立博物館議員連盟
- 農業基盤整備議員連盟
- バリアフリー推進議員連盟
- 自転車議員連盟
- 日本の前途と歴史教育を考える議員の会[52]
- 日本の尊厳と国益を護る会[69]
- 対中政策に関する国会議員連盟

## 党部会
- サービサー法改正WT座長（法務委員会）
- 電子投票制度PT座長（選挙制度調査会）
- 安全保障調査会副会長
- 地方行政調査会副会長
- 電気通信調査会副会長
- 憲法調査会副会長
- 司法制度調査会副会長
- 外交調査会副会長
- 文教制度調査会副会長
- 食育調査会副会長
- 総合農政調査会副会長
- 中小企業調査会副会長
- 石油等資源・エネルギー調査会副会長
- 電源立地及び原子力等調査会副会長
- 中心市街地再活性化調査会副会長
- 知的財産戦略調査会副会長
- 道路調査会副会長
- 住宅土地調査会副会長
- 物流調査会副会長

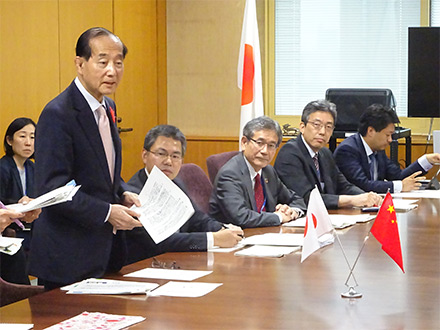
2018年10月11日、中国気候変動事務特別代表解振華との会談にて

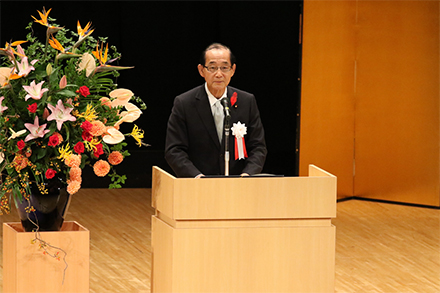
2018年10月14日、佐渡トキ野生復帰十周年記念式典にて

- 民間資本主導の社会資本整備（PFI）推進調査会副会長
- 整備新幹線等鉄道調査会副会長
- 党留学生特別委員会委員長
- 交通安全対策特別委員会副委員長
- 基地対策特別委員会副委員長
- 対外経済協力特別委員会副委員長
- 海洋権益特別委員会副委員長
- 下水対策特別委員会副委員長
- 観光特別委員会副委員長
- 国際情報検討委員会委員長[52]

## 政治団体
原田義昭が代表を務める政治団体は21世紀政経会で東京都千代田区永田町に事務所がある。最も多い団体収入はセミナー収入であり、他に自己個人献金、団体寄附（「為公会」=代表麻生太郎）がある。また団体には代表自身を借入先とする1千万円の借入金がある。

## テレビ出演
- 『太田光の私が総理大臣になったら…秘書田中。』（日本テレビ、2007年10月19日）